# Machaeroprosopus validus
Machaeroprosopus validus Mehl, 1916 era un rettile arcosauriforme appartenente all'ordine Phytosauria, rettili simili ai coccodrilli che vissero durante il Triassico. È l'unica specie del genere Machaeroprosopus. Era carnivoro.